# 蒲苇
蒲苇（学名：Cortaderia selloana）为禾本科蒲苇属下的一个种。